# Хэллоуин (фильм, 2018)
«Хэ́ллоуин» (англ. Halloween) — американский слэшер 2018 года, поставленный Дэвидом Гордоном Грином по сценарию, написанному им же в соавторстве с Джеффом Фрэдли и Дэнни Макбрайдом; одиннадцатый фильм в одноимённой кинофраншизе. «Хэллоуин» является прямым продолжением первой ленты 1978 года и игнорирует всю дальнейшую череду сиквелов, но использует некоторые визуальные элементы из них. Джейми Ли Кёртис вновь исполняет роль Лори Строуд, а Джеймс Джуд Кортни изображает Майкла Майерса; для небольшого эпизода в злодея перевоплотился Ник Кастл, который играл его в фильме 1978 года. Также в картине снимались: Джуди Грир, Энди Мэтичак, Уилл Паттон, Халук Бильгинер и Вирджиния Гарднер. Действие истории разворачивается спустя сорок лет после произошедшей в 1978 году серии убийств Майкла Майерса на Хэллоуин в Хэддонфилде. Лори Строуд, единственная выжившая, так и не смогла оправиться от пережитого ужаса, и теперь, когда маньяк сбегает из заключения, полна решимости уничтожить его раз и навсегда.
Первоначально руководство Dimension Films планировало выпустить два сиквела к снятым Робом Зомби «Хэллоуину 2007» (2007) и «Хэллоуину 2» (2009), однако студия потеряла права на франшизу, и впоследствии они перешли в распоряжение Blumhouse Productions при участии Джона Карпентера — создателя франшизы. Сам Карпентер, будучи недовольным тем, каким получился Майкл Майерс в ремейках Зомби, решил помочь главе Blumhouse — Джейсону Блуму — создать качественную и поистине страшную картину. Поклонники серии — режиссёры Дэвид Гордон Грин и Дэнни Макбрайд — представили Blumhouse и Карпентеру свою идею для нового фильма: сделать его продолжением оригинального «Хэллоуина» 1978 года. Их концепцию одобрили. Съёмки проходили с января по февраль 2018 года в Чарльстоне (Южная Каролина); в июне некоторые эпизоды были переработаны.
Премьера фильма состоялась 8 сентября 2018 года на Международном кинофестивале в Торонто. 18 октября картина вышла в кинотеатральный прокат в России, 19 октября — в Северной Америке; прокатчиком выступила компания Universal Pictures. «Хэллоуин» получил преимущественно положительные отзывы от кинокритиков, которые высоко оценили актёрскую игру Кёртис, режиссуру Грина, пугающие моменты и визуальную составляющую. Многие рецензенты назвали эту часть лучшей во франшизе «Хэллоуин» после оригинала Карпентера и возвращением серии в прежнее русло. Слэшер показал успех и в прокате: сумма кассовых сборов по всему миру превысила $ 259 млн. По результатам показов «Хэллоуин» стал самым кассовым слэшером в истории, обойдя киноленту «Крик» (1996), и установил множество рекордов по кассовым сборам. Создатели фильма завоевали несколько кинопремий и были номинированы на множество других. В 2021 и 2022 годах вышли два продолжения: «Хэллоуин убивает» и «Хэллоуин заканчивается».

## Сюжет
29 октября 2018 года. Известный серийный убийца Майкл Майерс, вот уже 40 лет пребывающий в психиатрической лечебнице в Смитс-Гроув за учинённую им в 1978 году серию убийств в Хэддонфилде, готовится к перевозке в тюрьму строгого режима. Подкастеры-криминалисты — Аарон Кори и Дана Хайнс — наносят визит в лечебницу, где Аарон демонстрирует Майклу его маску в надежде заставить убийцу заговорить, но безрезультатно.
Между тем в Хэддонфилде Лори Строуд, единственная выжившая в том инциденте жертва Майкла, до сих пор живёт в страхе перед ним, на фоне чего злоупотребляет алкоголем, практически не выходит из своего обставленного ловушками дома и не общается с дочерью Карен, которую государство забрало у неё, когда девочке было 12 лет. Однако Эллисон, внучка Лори, старается поддерживать общение с бабушкой. В ночь на 30 октября, во время перевозки Майкла, автобус попадает в аварию, и маньяк сбегает, попутно убив двух человек и угнав их грузовик.
Утром 31 октября Майкл наблюдает за тем, как Аарон и Дана посещают могилу его сестры Джудит. Немного погодя Майерс убивает пару, а заодно и автомеханика, у которого заимствует комбинезон, после чего забирает свою маску из машины Аарона. Узнав о побеге Майкла, Строуд пытается предупредить Карен об опасности, однако та игнорирует её беспокойства, призывая мать отпустить кошмар прошлого.
Той же ночью Эллисон застаёт своего парня Кэмерона за изменой на вечеринке и сбегает с его другом Оскаром. Лучшая подруга Эллисон — Вики — и её парень Дэйв, тем временем, погибают от рук Майкла. Лори и помощник шерифа Фрэнк Хокинс, арестовавший Майерса в 1978 году, узнают о случившемся по радио и приезжают в упомянутый дом. Увидев Майкла впервые за 40 лет, Лори стреляет в него, но тот быстро скрывается. После этого Лори прячет Карен и её мужа Рэя в своём защищённом доме.
Доктор Ранбир Сартейн — психиатр Майкла и бывший ученик доктора Сэмюэля Лумиса — вызывается посодействовать в поимке Майкла, на что получает разрешение от шерифа Баркера. Тем временем маньяк убивает Оскара, а Эллисон чудом спасается благодаря Хокинсу и Сартейну. Помощнику шерифа удаётся вырубить Майкла: он уже собирается убить его, как Сартейн, помешавшийся на своём пациенте, наносит Хокинсу тяжёлое ранение и оставляет его умирать. Выясняется, что именно доктор организовал побег маньяка, чтобы посмотреть на него «в естественной среде». Сартейн направляется к дому Лори с запертыми на заднем сиденье Майклом и Эллисон. Внезапно Майерс приходит в себя и убивает психиатра, а девушка убегает. Затем убийца расправляется с Рэем и двумя полицейскими, стоящими у дома Лори.
В ходе схватки с Лори Майкл бьёт её ножом и сбрасывает с балкона. Выглянув с него, он не обнаруживает противницу — схожая ситуация произошла сорок лет назад. Карен стреляет убийце в щёку и, вместе с Лори и Эллисон, запирает его в секретной комнате-подвале. Наконец, троица поджигает дом, и Лори прощается с Майклом. В момент, когда семья везёт раненную Строуд в больницу, на экране демонстрируется горящий подвал, а самого Майерса в нём уже не видно. В конце титров слышно дыхание Майкла, указывающее на то, что он выжил.

## Над фильмом работали
Съёмочная группа:
- Кастинг: Терри Тейлор, Сара Домайер
- Грим и спецэффекты: Кристофер Нельсон
- Композиторы: Джон Карпентер, Коди Карпентер, Дэниел Дэвис
- Художник по костюмам: Эмили Ганшор
- Монтажёр: Тим Элверсон
- Художник-постановщик: Ричард А. Райт
- Оператор:	Майкл Симмондс
- Сопродюсеры: Шон Гоури, Рик А. Осако, Райан Турек, Атилла Салих Ючер
- Исполнительные продюсеры: Зенн Дивайн, Дэвид Туэйтес, Джон Карпентер, Джейми Ли Кёртис, Жанетт Волтурно, Купер Самуэльсон, Дэнни Макбрайд, Дэвид Гордон Грин, Райан Фрайманн
- Продюсеры: Малек Аккад, Джейсон Блум, Билл Блок
- Авторы сценария: Джефф Фрэдли, Дэнни Макбрайд, Дэвид Гордон Грин
- Режиссёр: Дэвид Гордон Грин

Актёрский состав:
- Джейми Ли Кёртис — Лори Строуд, единственная выжившая после серии убийств, совершённых Майклом Майерсом в 1978 году; страдает от посттравматического стрессового расстройства[6].
- Джуди Грир — Карен Нельсон (урождённая Строуд), дочь Лори[6].
  - София Миллер — Карен в детстве[7].
- Энди Мэтичак — Эллисон Нельсон, дочь Карен и внучка Лори[6].
- Джеймс Джуд Кортни — Майкл Майерс / Призрак, человек в маске, устроивший кровавую бойню на Хэллоуин в 1978 году; возвращается в Хэддонфилд, чтобы снова убивать[6].
  - Ник Кастл — Майкл Майерс (сцена, где маньяк смотрит на Лори из окна; звуки дыхания)[6][8].
- Халук Бильгинер — доктор Ранбир Сартейн, психиатр Майкла и бывший студент Сэмюэля Лумиса[6].
- Уилл Паттон — помощник шерифа Фрэнк Хокинс, который арестовал Майкла после резни в 1978 году; объединяется с Лори, чтобы убить его[6].
- Риан Рис — Дана Хайнс, подкастер и напарница Аарона[6].
- Джефферсон Холл — Аарон Кори, подкастер и напарник Даны[6].
- Тоби Хасс — Рэй Нельсон, муж Карен, отец Эллисон и зять Лори[6].
- Вирджиния Гарднер — Вики, лучшая подруга Эллисон[6].
- Дилан Арнольд — Кэмерон Элам, парень Эллисон и сын Лони Элама — одного из второстепенных персонажей оригинального фильма[6].
- Майлз Роббинс — Дэйв, парень Вики[6].
- Дрю Шайд — Оскар, лучший друг Кэмерона[6].
- Джибраил Нантамбу — Джулиан Моррисей, мальчик, с которым сидит Вики[7].
- Майкл Хэррити — Уорден Канерман[7]
- Омар Дорси — Баркер, шериф Хэддонфилда[7].
- Чарли Бентон — офицер Ричардс[7]
- Кристфоер Аллен Нельсон — офицер Фрэнсис[7]

Пи Джей Соулс, игравшая Линду ван дер Клок в оригинальной картине 1978 года, озвучивает учительницу английского языка Эллисон, а комик Колин Мэхэн — доктора Сэмюэля Лумиса.

## Разработка
Выпустив «Хэллоуин 2007», — ремейк одноимённого классического слэшера Джона Карпентера, — режиссёр Роб Зомби не сразу решился работать над сиквелом, поскольку остался недоволен сотрудничеством с продюсерами Бобом и Харви Вайнштейнами; в 2009 году, уже после релиза «Хэллоуина 2», он и вовсе отказался ставить последующие продолжения, заявив, что создание ремейков было «ужасным опытом» в его карьере. Ввиду этого руководство The Weinstein Company в лице братьев Вайнштейнов решило снимать новую часть без Зомби и закрепило для продолжения — «Хэллоуин 3D» — релиз на лето 2010 года. Впоследствии должность режиссёра получил Патрик Люссье, а сценарием занялся Тодд Фармер. Студия планировала проводить съёмки в ноябре 2009 года в Шривпорте (Луизиана). По замыслу Фармера, сюжет триквела должен был развернуться сразу же после событий финала картины 2009 года и включать в себя отсылки к оригинальному фильму 1978 года: Лори Строуд сажают в психиатрическую больницу за убийство доктора Лумиса и шерифа Брэкетта, где год спустя до неё добирается Майкл Майерс. Тайлер Мэйн вновь сыграл бы Майерса, а Тома Аткинса взяли на роль психиатра. Однако Скаут Тейлор-Комптон отказалась возвращаться к роли Лори. Из-за разногласий с Люссье по части бюджета и опасений того, что фильм выйдет плохим, — так как создавался «на скорую руку», — Боб Вайнштейн заморозил производство «Хэллоуина 3D», ожидая, когда Люссье и Фармер закончат работать над боевиком «Сумасшедшая езда».
В июне 2011 года фильм обзавёлся новой датой релиза — 26 октября 2012 года. В то же время Люссье, Фармер и Вайнштейн взялись за другой проект, — перезапуск франшизы «Восставший из ада», который в итоге так и не реализовали, — и разработка «Хэллоуина 3D» вновь была отложена. В 2012 году сценаристы «Сирены» Бен Коллинз и Люк Пиотровски отправили Dimension Films свой сценарий для новой картины франшизы, озаглавив его просто как «Хэллоуин», однако так и не получили отклика от руководства студии. В 2013 году Джош Столберг переработал черновой вариант сценария заброшенного компанией проекта «Хэллоуин: Лечебница» — прямого продолжения ленты «Хэллоуин: Воскрешение», — созданный в 2004 году сценаристом «Зеркал 2» Мэттом Венном; по версии Столберга, Майерс освобождается из камеры смертников и продолжает зверски убивать жителей Хэддонфилда. Впрочем, в мае 2014 года работа над «Хэллоуином 3D» возобновилась, но уже в последний раз: Скаут Тейлор-Комптон согласилась снова исполнить роль Лори Строуд. Вдохновившись успехом франшизы «Паранормальное явление», Вайнштейн вознамерился снять «Хэллоуин 3D» в жанре найденной плёнки, в то время как Фармер придумал псевдодокументальный сюжет о серии убийств, совершённых безумным фанатом во время съёмок фильма, основанного на оригинальном сценарии Люссье и Фармера. Как впоследствии рассказали Фармер и Тейлор-Комптон, эти идеи не понравились никому из членов съёмочной группы, и в конечном итоге фильм был снят с производства.
В феврале 2015 года сценаристами нового «Хэллоуина» — который Малек Аккад и Мэтт Стейн назвали «перекалибровкой» франшизы — выступили Патрик Мелтон и Маркус Данстэн. 15 июня 2015 года стало известно, что получившую название «Хэллоуин возвращается» картину поставит Данстэн. Зрители вновь увидели бы Майкла Майерса из «Хэллоуина» 1978 года и «Хэллоуина 2» 1981 года, а сам злодей, сбежав с собственной казни из-за внезапного отключения электричества, должен был столкнуться с новой группой подростков из Хэддонфилда и устроить кровавую баню в городке Расселвилль (Иллинойс).
В октябре 2015 года Малек Аккад принял решение приостановить разработку картины «Хэллоуин возвращается», сославшись на «разногласия со студиями и многие другие обстоятельства»; в то же время продюсер выразил уверенность, что благодаря длительному процессу производства зрители получат качественный продукт. Спустя годы Аккад раскрыл, что откладывал производство из-за боссов студии, настаивавших на съёмках фильма в Сербии, окрестности которой, по мнению Малека, совершенно не похожи на Хэддонфилд. В декабре 2015 года Dimension Films, так и не запустив продакшн ленты в срок, лишилась прав на франшизу. По итогу «Хэллоуин возвращается» был отменён, а права на серию вернулись к Miramax.
24 мая 2016 года кинокомпании Blumhouse Productions и Miramax объявили о совместном производстве нового фильма кинофраншизы «Хэллоуин», а Universal Pictures — в рамках соглашения с Blumhouse — выступила дистрибьютором. Генеральный директор Blumhouse Джейсон Блум отметил, что оригинальный «Хэллоуин» стал поистине эпохальным фильмом, который помог его компании встать на путь создания фильмов ужасов: «Великие Малек Аккад и Джон Карпентер завоевали особое место в сердцах любителей жанра, и мы невероятно рады, что Miramax предоставила нам возможность работать с ними». Права на съёмки достались Miramax и Тарику Аккаду, который обратился к Блуму из-за его заслуг как продюсера фильмов ужасов. В том же месяце Майк Флэнаган получил от студии предложение стать режиссёром фильма. Релиз намечался на 2017 год. Однако Флэнаган отказался от этого предложения, предпочтя создание другого слэшера — «Тишина».

## Сценарий и предварительная подготовка
[Джейсон Блум] пришёл ко мне и сказал: «Хотим, чтобы вы были старшим братом этому кино, чтобы вы присматривали за ним, как добрый пастырь. Ну и, если возможно, написали музыку». Я и подумал: вместо того чтобы жаловаться на все эти ужасные фильмы [последующие картины кинофраншизы], почему бы мне просто не помочь ребятам? Вот этим я и занимаюсь в проекте — пытаюсь помочь.
Джон Карпентер, соавтор сценария — наряду с Деброй Хилл — первых двух фильмов серии «Хэллоуин» и режиссёр ленты 1978 года, в 2016 году присоединился к проекту в качестве исполнительного продюсера. «Спустя 38 лет после появления оригинального „Хэллоуина“ я помогу сделать 10-й сиквел самым страшным среди остальных», — заявлял Карпентер. Известно, что представители Blumhouse проводили переговоры с режиссёром Адамом Вингардом на предмет постановки нового «Хэллоуина», но тот в последний момент отказался: «Когда я узнал, что права стали доступны [Blumhouse], я сразу же попытался придумать, как в этом поучаствовать. Но затем я понял, что уже снял свой „Хэллоуин“ — фильм „Гость“. В общем, было ощущение, что это будет повторением пройденного». Наконец, 9 февраля 2017 года стало известно о том, что Дэвид Гордон Грин и Дэнни Макбрайд будут писать сценарий, Грин — режиссировать, а Карпентер — консультировать съёмочную группу по творческим идеям. Выслушав видение Блума, Грина и Макбрайда, создатель кинофраншизы понял: «Они справятся». К работе над сценарием Грин и Макбрайд привлекли своего товарища из Университета Северной Каролины Джеффа Фрэдли.
Когда Грин и Макбрайд присоединились к съёмочной группе, у зрителей, ожидавших выхода фильма, возникли сомнения относительно его качества, поскольку фильмография сценаристов состояла преимущественно из комедийных кинопроектов; в 2017 году последний дал на этот счёт следующий комментарий: «По-моему, на странице была всего одна шутка, всё остальное — настоящий ужас». Джейсон Блум остановил свой выбор на Грине, решив, что фильм ужасов должен снимать не специалист по жанру, а, прежде всего, хороший режиссёр. По мнению продюсера, вдобавок тот умеет создавать «потрясающие» сюжеты. В то же время ни один важный шаг, — включая утверждение первоначального сценария и возвращение актрисы Джейми Ли Кёртис, — не был сделан без одобрения Карпентера.
Грин и Макбрайд — в отличие от Роба Зомби — не стали перезапускать киносерию, а предпочли переосмыслить её, продолжив историю оригинального «Хэллоуина», поставленного Карпентером. «Все мы сошлись во мнении, что снимать ремейк того, что и так прекрасно, — не самая лучшая идея. Поэтому мы решили делать переосмысление» — отмечал Макбрайд. После предложения Блума сценаристы — будучи поклонниками «Хэллоуина» 1978 года — сразу решили, что не будут участвовать в проекте, если их идея не понравится Карпентеру; в результате придуманный ими сюжет заинтересовал кинематографиста. Как пояснил Макбрайд, новая история игнорирует события всех последующих сиквелов, но при этом является альтернативным продолжением оригинальной ленты. Несколько месяцев спустя он добавил: «Мы подумали: гораздо проще вернуться к первоисточнику и продолжать историю оттуда. Приятнее было осознавать, что мы делаем „Хэллоуин 2“, а не „Хэллоуин 11“. А для поклонников мы отдадим дань уважения всем существующим „Хэллоуинам“». Недовольный ремейком Зомби, где раскрывается предыстория Майкла Майерса, Карпентер решил вернуть своему персонажу былую загадочность: «Он должен быть абсолютно сверхъестественным». Дэнни Макбрайд поддержал такой подход, подчеркнув: «Мы просто возвращаем всё к тому, что так хорошо получилось в оригинале». Кроме того, сценаристы переместили действие фильма в пригород, дабы вернуть атмосферу «Хэллоуина» 1978 года.
Грин и Макбрайд посвятили свой фильм женщинам трёх поколений, чьи жизни были искалечены трагедией, произошедшей сорок лет назад с участием Майкла. Лори, её дочь Карен и внучка Эллисон — все они так или иначе пострадали от этого инцидента, однако только Лори до сих пор не может забыть о случившемся и жить нормальной жизнью без страха перед прошлым: она оборудовала свой дом ловушками и оружием и создала тайные комнаты. Сценаристы исключили родственную связь между Майклом и Лори, — в «Хэллоуине 2» 1981 года раскрылось, что они — брат и сестра, — посчитав, что убийца, движимый какими-либо мотивами, — в данном случае, истреблением всех членов своей семьи, — не способен вызывать ужас у зрителей. В самом фильме этот факт прямо подтверждается: Эллисон называет слухи о родстве своей бабушки с Майерсом выдумкой. У Строуд было два неудачных брака; Дэвид Гордон Грин отмечает, что она никогда не была по-настоящему влюблена, и ни один из её бывших супругов не является отцом Карен, которая, вероятно, родилась в результате короткой любовной интрижки.
Благодаря действующим в истории двум подкастерам, которые расследуют происшествие на Хэллоуин, новые зрители — не знакомые с предыдущими картинами — получают возможность узнать о прошлом героев. Этот сюжетный элемент развивался по мере переписывания сценария. Изначально планировалось, что это будут журналисты с камерами, но чтобы фильм оставался актуальным на протяжении многих лет, учитывая постоянно меняющиеся модели камер, Грин решил заменить их на подкастеров. Сцена смерти второпланового героя Оскара, насаженного на ворота, основана на идее, которая преследовала режиссёра в течение пятнадцати лет.
В первоначальном варианте сценария фигурировала Джейми Ллойд — дочь Лори из оригинальных сиквелов «Хэллоуин 4: Возвращение Майкла Майерса» и «Хэллоуин 5: Месть Майкла Майерса», однако в процессе переписывания Грин и Макбрайд заменили её на Карен. Согласно ещё более раннему сценарию, фильм должен был изменить концовку оригинала 1978 года; так, в кульминации Лори раз за разом пускает пули в Майерса за то, что тот убил доктора Лумиса. По настоянию Карпентера Грин исключил и этот вариант. За восемь месяцев команда сценаристов написала в общей сложности восемьдесят черновиков, причём правки вносились вплоть до последней недели съёмок.

## Подбор актёров
[Лори] вновь возвращается в историю. Она переживает травму и ПТСР жертвы нападения […] И вот наступает момент, когда начинаешь понимать — «я не жертва». Это человек, ждавший [этого момента] целых 40 лет.
В сентябре 2017 года стало известно, что Джейми Ли Кёртис вновь исполнит роль Лори Строуд. Согласиться на съёмки и поговорить с режиссёром актрису убедил друг её семьи и «неофициальный крестник» Джейк Джилленхол, который работал с Грином над драмой «Сильнее», ставшей для него самым значимым профессиональным опытом. Изначально Макбрайд и Грин не были уверены, что Кёртис захочет вернуться во франшизу, а потому «изрядно потрудились над сценарием, чтобы сделать Лори Строуд такой героиней, от роли которой она не смогла бы отказаться». «Прочитав то, что придумали Дэвид Грин и Дэнни Макбрайд […], и то, как они связали все точки в истории, я поняла, что возвращение в Хэддонфилд, Иллинойс, для ещё одного сюжета, приуроченного к 40-летнему юбилею, совершенно уместно. Эта история во многих, многих, многих аспектах повторяет оригинал. Просто рассказывается 40 лет спустя и с участием моей внучки», — впоследствии заявила актриса. Помимо «Хэллоуина 2» и работ Карпентера и Грина, Кёртис играла Лори в картинах «Хэллоуин: 20 лет спустя» (1998) и «Хэллоуин: Воскрешение» (2002). В октябре 2017 года Джуди Грир проходила пробы на роль Карен Нельсон — дочери Лори. 7 декабря Энди Мэтичак получила роль Эллисон, а Грир выбрали на роль Карен.
Даниэль Харрис — исполнительница роли Джейми в лентах «Хэллоуин 4: Возвращение Майкла Майерса» и «Хэллоуин 5: Месть Майкла Майерса» — обращалась к продюсерам с просьбой позволить ей вновь сыграть эту героиню, однако получила отказ.

Знаменитая фотография Ника Кастла с банкой Dr Pepper с производства «Хэллоуина» Джона Карпентера (слева), воссозданная на съёмочной площадке «Хэллоуина» Дэвида Гордона Грина (справа)

20 декабря 2017 года в сети появилась информация, что Майкла Майерса сыграют Ник Кастл — который изображал его в ленте 1978 года — и каскадёр Джеймс Джуд Кортни. Продюсеры приняли решение пригласить последнего, основываясь на рекомендациях постановщика трюков Рона Хатчинсона, который отметил не только его каскадёрские навыки, но и его актёрское мастерство. Кортни успешно прошёл пробы и в декабре 2017 года был официально утверждён на роль. Кастла же пригласили на съёмочную площадку по просьбе Джона Карпентера, чтобы тот выступал в качестве специального консультанта и помогал Кортни играть убийцу. Грин поделился с Джеймсом своим видением манеры поведения Майерса: синтез оригинальной версии Кастла с примесью «кошачьего» стиля движений. «Я полагаю, что кошки — самые совершенные охотничьи машины на планете. И вся прелесть в том, что мы не осуждаем кошку за её действия. Таким образом, я перенёс все эти качества и беспристрастность в свои движения в образе Призрака, чему я научился у своего кота Парсиваля», — рассуждал Кортни. Также он охарактеризовал совместную работу с Кастлом как «честь», а Ник, в свою очередь, передал ему «эстафету». Чтобы понять, насколько изменился злодей за прошедшие сорок лет, каскадёр тщательно изучил фильм Карпентера. Информация о возвращении оригинального исполнителя, появившаяся в декабре 2017 года, была интерпретирована неверно. Издания ошибочно предположили, что большую часть экранного времени в образе Майерса проведёт именно Кастл, тогда как Кортни появится лишь в паре эпизодах. Однако на самом деле всё оказалось наоборот. Ещё одним фактором, который повлиял на выбор Кортни на роль Майерса, было желание гримёра — Кристофера Нельсона — работать с более компактным каскадёром.
13 января 2018 года стало известно, что друзей Эллисон сыграют Вирджиния Гарднер, Майлз Роббинс, Дилан Арнольд и Дрю Шайд. Пять дней спустя роль в картине получил Уилл Паттон; позже к нему присоединился Роб Нитер — обоим актёрам достались роли полицейских. Ещё через несколько дней в съёмочную группу вошли британская актриса Риан Рис с ролью Даны и Джефферсон Холл с ролью Аарона. О набранном составе актёров Кастл отозвался следующим образом: «Что мне нравится в (новом) фильме, так это замечательные юные актёры. Они отлично передают отношения героини Джейми с её дочерью и внучкой. А ещё они нашли множество смелых идей о том, кто эти люди и что с ними происходит».
27 июля 2018 года выяснилось, что в фильме можно будет услышать доктора Сэма Лумиса в исполнении некоего актёра, по голосу похожего на покойного Дональда Плезенса, который играл персонажа в лентах «Хэллоуин» (1978), «Хэллоуин 2», «Хэллоуин 4: Возвращение Майкла Майерса» (1988), «Хэллоуин 5: Месть Майкла Майерса» (1989) и «Хэллоуин 6: Проклятие Майкла Майерса» (1995). Так, голос Лумиса появляется в сцене, где Аарон и Дана включают аудиозапись, сделанную героем через три месяца после событий оригинального «Хэллоуина». Озвучил его стенд-ап комик Колин Мэхэн, известный своими пародиями на Плезенса. Мэхэн оказался в проекте совершенно случайно — благодаря одному из исполнительных продюсеров ленты, который однажды услышал его голос и в итоге предложил ему эту роль. Грин, Макбрайд и Фрэдли — по совету Карпентера — набросали несколько черновых вариантов сценария, где Лумис должен был появиться в начале картины; в роли Сэма авторы слэшера хотели видеть арт-директора Шона Уайта, который обладает внешним сходством с Плезенсом. Однако идея так и не реализовалась. Тем не менее, Лумис появился в сиквеле — «Хэллоуин убивает» (2021) —, но в исполнении тщательно загримированного под Дональда актёра Тома Джонса-младшего. Кроме того, Пи Джей Соулс, игравшая в оригинальном фильме Линду ван дер Клок — последнюю жертву Майкла — получила камео-роль учительницы.

## Съёмки

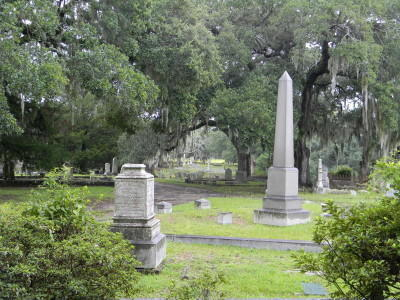
На кладбище «Магнолия» в Чарльстоне (Южная Каролина) снималась сцена, где подкастеры посещают могилу сестры Майкла Майерса

Съёмки должны были начаться в конце октября 2017 года, но, поскольку актёрский состав был не до конца укомплектован, стартовали только с 13 января 2018 года. Проходили в Чарльстоне штата Южная Каролина. Обязанности оператора были возложены на Майкла Симмондса, а его помощники — Пол Дэйли и Стюарт Кантрелл — управляли камерами. Как рассказывал Дэнни Макбрайд, при съёмках фильма основной акцент делался на создание атмосферы тревоги и страха, в то время как визуализация сцен графического насилия была второплановой задачей. Гримом и спецэффектами занимался Кристофер Нельсон. Джейми Ли Кёртис закончила сниматься 16 февраля 2018 года, а через три дня — 19 февраля — основной съёмочный процесс завершился. Как позже призналась актриса, эпизод, в котором её героиня Лори сидит в машине и ждёт, когда Майкла посадят в фургон для перевозки в тюрьму, стал апогеем её творчества и самой эмоциональной сценой за всю кинокарьеру. В процессе работы над фильмом были использованы следующие локации: Военная академия в Норт-Чарлстоне — сцены в психиатрической больнице с характерными красно-белыми квадратными плитками; кладбище «Магнолия» в Чарльстоне — локация для сцены на кладбище; оружейный комплекс Дэнни Джонса в Северном Чарльстоне — декорации средней школы Хэддонфилда; Президент-стрит в Чарльстоне — улицы, на которых произошли инциденты с участием Майерса; особняк по адресу 40 Фенвик Драйв, Чарльстон — дом в сцене, где Майкла играет Ник Кастл; особняк по адресу Стокер-драйв, 21 — дом Карен. Для создания некоторых эпизодов творческая группа приезжала на поле Аттауэй-Хайнсон, расположенное в Норт-Чарльстоне.
Несколько недель до начала съёмок Джеймс Джуд Кортни провёл за репетициями. Актёру сделали слепок лица, по которому Нельсон впоследствии создал маску Майкла Майерса. Играя Майерса, Кортни опирался на рассказы своего знакомого киллера, с которым когда-то жил по соседству. От него он узнал, что настоящий наёмный убийца действует скрытно и результативно, не тратя времени на «драматические паузы и диалоги», как это часто бывает в кино; эти черты он перенёс в образ Майкла. На протяжении всего повествования злодей носит ту же самую маску, что он использовал в «Хэллоуине» 1978 года, однако с тех пор она огрубела и износилась: по задумке режиссёра, это отражает «истинную эволюцию» антагониста за четыре десятилетия. Кортни исполнил роль маньяка во всех эпизодах ленты, за исключением одной сцены, где Майкл впервые за сорок лет видит героиню Кёртис, уставившись на неё из окна дома своих жертв — в ней «Призрака» играет уже Ник Кастл (он же на постпродакшене записал все звуки дыхания Майерса). Кастл оповестил об этом журналистику ещё до релиза фильма: «Я снялся просто в качестве камео. Теперь Джим — наш Майкл Майерс». Оригинальный исполнитель роли Майкла остался доволен возвращением к своему культовому образу, похвалив качественно воссозданную атмосферу «Хэллоуина» 1978 года и «множество моментов, которые, как мне кажется, создают своеобразное ощущение дежавю, но не копирования»; «...первое, что они сказали: „Мы хотим сделать всё так же, как Джон [Карпентер]“».
Ты создаёшь не просто маску. Ты создаёшь персонажа. Ты создаёшь ощущение, что у него есть мимика. У маски есть своя мимика, но она выглядит абсолютно иначе под разными ракурсами, и я хотел, чтобы это ощущение тоже было. Я хотел, чтобы, когда вы видите Майкла Майерса, он претерпевал метаморфозу, менялся, смотрелся по-разному под каждым ракурсом, как это было в оригинале. Могу с полной уверенностью сказать, что нам это удалось.
Кристофер Нельсон помогал Кортни в течение всего съёмочного процесса, делился с ним своими знаниями о героях вселенной «Хэллоуин», помогал улучшить актёрскую игру. Гримёр смог присоединиться к проекту благодаря своему знакомому Райану Туреку — одному из креативных продюсеров Blumhouse, — который помог организовать для него собеседование с продюсерами. Успешно пройдя его, Нельсон обратился за помощью к мастеру по изготовлению масок и поклоннику первого фильма Джастину Мэбри, вместе с которым подготовил эскизы и приступил к воссозданию оригинальной маски убийцы. Кристофер осознавал, что она не может выглядеть так же «чисто и красиво», как в ленте Карпентера, и, опираясь на свои знания о том, как стареют и разлагаются многолетние маски, принялся воплощать свою задумку в действие. Далее Нельсон и его коллега Винсент Ван Дайк сделали с получившейся маски слепок и уже по нему изготовили окончательный вариант, который использовался в сценах. Помимо изношенного вида, Нельсон добавил в выражение лица нотку грусти и трагизма, а также слегка изменил форму глаз и носа, чтобы придать Майклу Майерсу трагический вид. Кроме того, самого Нельсона можно увидеть и в кадре: он появляется в эпизоде в образе полицейского, которого убивает Майерс. Именно тогда Дэвид Гордон Грин придумал сделать реквизит человеческой головы, вырезанной как тыква на Хэллоуин. Также Нельсон сделал слепок с собственного лица, чтобы изготовить освещённую отрубленную голову.
Одна из наиболее трудных проблем, с которой столкнулась вся команда, состояла в том, чтобы найти свежие тыквы в середине января. В результате тыквы были доставлены из Северной Каролины на нескольких грузовиках. Затем стояла задача отобрать тыквы одинаковой формы и размера для нескольких эпизодов и сохранить их в наилучшем состоянии как можно дольше. Чтобы тыквы могли пролежать несколько месяцев, съёмочная группа поместила их в ёмкости с отбеливающим раствором.
18 апреля 2018 года в Чатсворте (Калифорния) состоялся первый тестовый показ фильма. Мнения зрителей были противоречивыми, в частности, многих смутила концовка и отсутствие связи с оригинальными продолжениями. 11 июня 2018 года авторы картины организовали в Чарльстоне небольшие пересъёмки, чтобы исправить выявленные проблемы.

## Постпроизводство

### Музыкальное сопровождение
| Совокупная оценка    | Совокупная оценка |
| Источник             | Оценка            |
| -------------------- | ----------------- |
| Metacritic           | 72/100            |
| Оценки критиков      |                   |
| Источник             | Оценка            |
| AllMusic             | [ 113 ]           |
| Consequence of Sound | «A−»              |
| MusicOMH             | [ 115 ]           |
| Pitchfork            | 7,4/10            |
| Rolling Stone        | [ 117 ]           |
| Sputnikmusic         | [ 118 ]           |
| Under the Radar      | 8/10              |

Став исполнительным продюсером, Джон Карпентер — писавший музыку к своему «Хэллоуину» 1978 года, а также для «Хэллоуина 2» 1981 года и «Хэллоуина 3: Сезона ведьм» 1983 года, — изъявил желание поработать и над саундтреком для нового фильма. Таким образом, в октябре 2017 года он официально подписался на должность композитора.
Как и при работе над студийными альбомами Lost Themes и Lost Themes II, Карпентер создавал саундтрек вместе со своим сыном Коди и крестником Дэниелом Дэвисом. Основные инструменты, которыми пользовались композиторы — синтезаторы, фортепиано и электронная ударная установка. Представители Blumhouse подчеркнули, что «на создание новой музыки было потрачено значительно больше средств, чем на знаменитый оригинал Карпентера, поэтому музыкальный дух остался прежним». Альбом — наряду с компакт-диском и ограниченным виниловым изданием — вышел 19 октября 2018 года.
Год спустя Sacred Bones Records анонсировали новый альбом с двадцатью восемью минутами дополнительного материала, который вышел на дисках и нескольких лимитированных виниловых изданиях 18 октября 2019 года.
| №                   | Название                     | Длительность |
| ------------------- | ---------------------------- | ------------ |
| 1.                  | «Intro»                      | 1:14         |
| 2.                  | «Halloween Theme»            | 3:02         |
| 3.                  | «Laurie’s Theme»             | 0:44         |
| 4.                  | «Prison Montage»             | 2:46         |
| 5.                  | «Michael Kills»              | 0:33         |
| 6.                  | «Michael Kills Again»        | 3:45         |
| 7.                  | «The Shape Returns»          | 3:32         |
| 8.                  | «The Bogeyman»               | 1:06         |
| 9.                  | «The Shape Kills»            | 0:50         |
| 10.                 | «Laurie Sees the Shape»      | 1:13         |
| 11.                 | «Wrought Iron Fence»         | 0:47         |
| 12.                 | «The Shape Hunts Allyson»    | 0:58         |
| 13.                 | «Allyson Discovered»         | 1:26         |
| 14.                 | «Say Something»              | 3:02         |
| 15.                 | «Ray’s Goodbye»              | 1:39         |
| 16.                 | «The Shape Is Monumental»    | 1:57         |
| 17.                 | «The Shape and Laurie Fight» | 1:54         |
| 18.                 | «The Grind»                  | 1:52         |
| 19.                 | «Trap the Shape»             | 2:10         |
| 20.                 | «The Shape Burns»            | 1:31         |
| 21.                 | «Halloween Triumphant»       | 7:28         |
| Общая длительность: | Общая длительность:          | 43:29        |

| №   | Название                                 | Длительность |
| --- | ---------------------------------------- | ------------ |
| 1.  | «Intro»                                  | 1:15         |
| 2.  | «Aaron Meets Michael»                    | 2:39         |
| 3.  | «Halloween Theme»                        | 3:02         |
| 4.  | «Laurie’s Theme»                         | 0:45         |
| 5.  | «Aaron and Dana Enter Laurie’s Compound» | 1:03         |
| 6.  | «Laurie’s Past»                          | 1:07         |
| 7.  | «Prison Montage»                         | 2:47         |
| 8.  | «Laurie Breaks Down»                     | 1:26         |
| 9.  | «Karen’s Flashback»                      | 0:43         |
| 10. | «Lumpy Explores Crash»                   | 0:35         |
| 11. | «Michael Kills»                          | 0:34         |
| 12. | «Hawkins Arrives at Crash Site»          | 1:30         |
| 13. | «Dana’s in the Shower»                   | 0:38         |
| 14. | «The Story of Judith’s Death»            | 0:56         |
| 15. | «The Gas Station»                        | 1:16         |
| 16. | «Michael Kills Again»                    | 3:45         |
| 17. | «Gas Station Aftermath»                  | 1:04         |
| 18. | «The Shape Returns»                      | 3:31         |
| 19. | «The Boogeyman»                          | 1:06         |
| 20. | «The Shape Kills»                        | 0:51         |
| 21. | «Hawkins Called to Babysitter’s House»   | 2:10         |
| 22. | «Laurie Sees the Shape»                  | 1:13         |
| 23. | «Babysitter Aftermath»                   | 0:48         |
| 24. | «Sartain Meets Laurie»                   | 1:03         |
| 25. | «Looking for Allyson»                    | 1:06         |
| 26. | «Wrought Iron Fence»                     | 0:48         |
| 27. | «The Shape Hunts Allyson»                | 0:59         |
| 28. | «Talking to Cops»                        | 0:32         |
| 29. | «Allyson Discovered»                     | 1:26         |
| 30. | «Gun Closet»                             | 1:02         |
| 31. | «Halloween Theme (I’ve Got Eyes)»        | 0:44         |
| 32. | «Sartain’s Gone Mad»                     | 2:54         |
| 33. | «Say Something»                          | 3:03         |
| 34. | «Through the Woods»                      | 1:07         |
| 35. | «Ray’s Goodbye»                          | 1:40         |
| 36. | «The Shape Attacks Laurie»               | 0:37         |
| 37. | «The Shape is Monumental»                | 1:59         |
| 38. | «Searching for the Shape»                | 0:48         |
| 39. | «Mannequin Panic»                        | 0:50         |
| 40. | «Death Drum»                             | 1:23         |
| 41. | «The Shape and Laurie Fight»             | 1:56         |
| 42. | «The Grind»                              | 1:53         |
| 43. | «Trap the Shape»                         | 2:11         |
| 44. | «The Shape Burns»                        | 1:32         |
| 45. | «Halloween Triumphant»                   | 7:29         |

Дополнительная музыка
Также в киноленте звучат композиции от различных исполнителей, записанные ещё до создания самого саундтрека. А именно:
- «Tonight in the Moonlight» в исполнении The Morrie Morrison Orchestra;
- «Close to Me» в исполнении Heavy Young Heathens (звучит в конце титров);
- «Opens Trunk» в исполнении Тито Ларривы и Стивена Хафстетера;
- «Sweet Moon» Джона Карпентера, Коди Карпентера и Дэниела Дэвиса;
- «Dragon Shark» Джозефа Стивенса;
- «The Power of Love» Хью Льюиса и The News;
- «Burn This City» Даниэль Паренте;
- «I Don’t Play» Кики Мандоа.

### Рекламная кампания
Киностудия Universal вложила в маркетинг «Хэллоуина» порядка $ 75,5 млн. Первые кадры были показаны посетителям киноконвенции CinemaCon, проведённой 25 апреля 2018 года. Материалы вызвали одобрительный отклик. 20 июля 2018 года Джейми Ли Кёртис, Дэвид Гордон Грин, Малек Аккад и Джейсон Блум презентовали гостям San Diego Comic-Con трейлер фильма и сцену с бесчинствующим в окрестностях Хэддонфилда Майклом Майерсом. Первый трейлер появился в сети 8 июня 2018 года, второй — 5 сентября. В том же году студия Trick or Treat пустила в массовую продажу точные копии маски Майерса из «Хэллоуина» Грина.

### Новеллизация
В конце 2018 года издатель Titan Books выпустил одноимённую новеллизацию «Хэллоуина», которая расширяет и дополняет историю, показанную на киноэкране. В частности, книга содержит сюжетные повороты, не попавшие в итоговую версию картины Грина, детальнее освещает персонажей, в том числе Майкла Майерса, и то, насколько хаотично его поведение. Автором новеллизации выступил лауреат премии Брэма Стокера Джон Пассарелла.

## Релиз
Мировая премьера фильма «Хэллоуин» состоялась 8 сентября 2018 года на Международном кинофестивале в Торонто в рамках секции «Полуночное безумие» (Midnight Madness). Выход на большой экран в США и Канаде состоялся 19 октября — за неделю до сорокалетия со дня выхода оригинальной картины Карпентера. В российских кинотеатрах слэшер дебютировал днём ранее — 18 октября.
Идентично предыдущим фильмам франшизы, «Хэллоуин» показывался в кинотеатрах в США с рейтингом R, согласно которому «лица, не достигшие 17-летнего возраста, допускаются на фильм только в сопровождении одного из родителей либо законного представителя» из-за «частого употребления непристойной лексики, продолжительных сцен насилия, полового акта или употребления наркотиков». Французский Национальный центр кино и мультипликации запретил просмотр картины лицам младше 12 лет ввиду «многочисленных сцен преступлений и тревожной атмосферы». В Бельгии доступ на сеансы также был ограничен для зрителей, не достигших 12-летнего возраста, силами Межобщинной комиссией по контролю за фильмами. Швейцарская Национальная комиссия по кинематографии и защите несовершеннолетних запретила просмотр ленты лицам младше 16 лет без сопровождения взрослых. В Квебеке «Хэллоуину» присвоен рейтинг «13+ „Насилие“ и „Ужасы“», что означает, что дети младше 13 лет не смогут пройти на кинопоказы без законного представителя из-за «напряжённой атмосферы, сопровождаемой соответствующим саундтреком и множеством кровавых убийств в исполнении психопата в маске, который жестоко расправляется со своими жертвами». В России на просмотр фильма допускались только лица возраста 18 лет и старше.
28 декабря 2018 года «Хэллоуин» был выпущен на стриминговых платформах, а 15 января 2019 года — на 4K Ultra HD Blu-ray, Blu-ray и DVD. Премьера на федеральном российском телевидении состоялась в ночь с 31 октября на 1 ноября 2020 года на телеканале «СТС».

### Показатели в прокате
При бюджете в $ 10 млн «Хэллоуин» собрал в мировом прокате $ 259 939 869: $ 159 342 015 — в США и Канаде, а $ 100 597 820 — в других странах. При учёте всех расходов и доходов чистая прибыль фильма оценивается в $ 128,5 млн.
В премьерный четверг на предварительных показах кинолента заработала $ 7,7 млн — четвёртый по величине результат среди фильмов ужасов с рейтингом R (уступает картинам «Оно», «Оно 2» и «Паранормальное явление 3»). Эксперты отрасли прогнозировали, что «Хэллоуин» соберёт от $ 57 до $ 65 млн в первые выходные проката в 3928 кинотеатрах. В итоге в премьерный день широкого проката фильм собрал $ 33,3 млн, а за выходные — $ 76,2 млн, благодаря чему расположился на втором месте в списке самых кассовых релизов октября, уступив «Веному». Кроме того, он стал самым кассовым проектом франшизы «Хэллоуин», самым успешным дебютом для Blumhouse (в 2023 году его сместил «Пять ночей с Фредди») и самым кассовым фильмом в жанре слэшера за всю историю существования кинематографа, побив установленный в 1996 году картиной «Крик» рекорд. Кроме того, по результатам премьеры слэшер достиг рекордных показателей по части кассовых сборов среди фильмов с ведущей актрисой старше 55 лет. Во вторые выходные сборы упали на 58 %, однако картина сохранила лидерство, выручив $ 32 млн. В среду — в день Хэллоуина — сборы составили $ 5,5 млн, а в третьи выходные — $ 10,8 млн. В итоге лента откатилась на пятое место в топе лидеров проката.
За пределами США «Хэллоуин» собрал свыше $ 100 млн, из которых от $ 12 до $ 30 млн — на 21 международном рынке. Мировая премьера завершилась с кассовыми сборами в $ 90,5 млн, из них $ 14,3 млн — вне США. Крупнейшими рынками стали Мексика ($ 5 млн), Австралия ($ 4,8 млн), Великобритания ($ 3,6 млн) и Россия ($ 1,8 млн). Во второй уик-энд картина заработала ещё $ 25,6 млн на других территориях, что увеличило общую сумму кассовых сборов до $ 45,6 млн.

## Критика
| Рейтинги             | Рейтинги  |
| Издание              | Оценка    |
| -------------------- | --------- |
| Entertainment Weekly | «B+» (4+) |
| Bloody Disgusting    | [ 154 ]   |
| Dread Central        | [ 155 ]   |
| IndieWire            | «B-» (4-) |
| RogerEbert.com       | [ 157 ]   |
| Our Culture Mag      | [ 158 ]   |
| The Guardian         | [ 159 ]   |
| ReelGood             | [ 160 ]   |
| Geek Culture         | [ 161 ]   |
| Empire               | [ 162 ]   |
| Film.ru              | [ 163 ]   |
| HorrorZone           | [ 164 ]   |

На сайте-агрегаторе рецензий Rotten Tomatoes у картины 79 % положительных рецензий на основе 382 отзывов со средней оценкой 6,7 из 10. «„Хэллоуин“ полностью стирает с лица земли последствия десятилетий неудачных сиквелов, игнорируя более продуманную мифологию в угоду базовым — но по-прежнему эффектным — ингредиентам», — консенсус представителей сайта. На Metacritic — 67 баллов из 100 на основе 51 рецензии. По результатам опроса CinemaScore средняя оценка фильма от зрителей по шкале от «A+» до «F» составила «B+». Кроме того, слэшер был положительно оценён 75 % зрителей, опрошенных компанией PostTrak, а 65 % из них порекомендовали его к просмотру. Организация RelishMix, которая отслеживает активность киноаудитории в социальных сетях, отмечала «положительную реакцию» на фильм в сети.
Питер Дебрюж, один из ведущих кинокритиков журнала Variety, написал положительную рецензию; он отметил, что режиссёр Дэвид Гордон Грин успешно адаптировал «мир» оригинального «Хэллоуина» для современного зрителя, и похвалил изображение убийств. По мнению Брайана Бишопа, редактора The Verge, у Грина получилось достойно продолжить историю Джона Карпентера. Лиа Гринблатт из Entertainment Weekly назвала фильм «масштабным, смешным, страшным, мягким, супер-метасиквелом [киноленты 1978 года]». Джо Липсетт подытожил свой обзор для Bloody Disgusting так: «„Хэллоуин“ — достойный продукт франшизы. Сюжет не идеален, особенно одна завязка, которая настолько плоха, что я снял фильму лишние полбалла, но актёрский состав на высоте, равно как и уровень жестокости и кровопролития. В финале всё становится на свои места, что вполне логично, учитывая, что весь фильм — это противостояние Лори и Майкла. И в этом качестве „Хэллоуин“ не подводит». Восторженные эмоции от просмотра получил редактор Dread Central Джонатан Баркан, который особенно выделил музыкальное сопровождение и актёрскую игру Джейми Ли Кёртис и Энди Мэтичак, однако указал, что фильму не достаёт страшных моментов. Критик резюмировал: «„Хэллоуин“ с уважением и любовью воспевает оригинал 1978 года и в то же время дерзко и уверенно отстаивает право на своё собственное существование […] пожалуй, более страшного Майкла Майерса ещё не было». Удовольствие от просмотра получил и Максим Бугулов из RussoRosso. Он завершил свою статью так: «Новый „Хэллоуин“, конечно, далеко не идеален, но после просмотра мозг урчит от чистого удовольствия. Этого ощущения не получалось добиться даже более маститым постановщикам слэшеров (Стив Майнер, например, выдал 20 лет назад нечто более пресное). Без просмотра свежего сиквела ваш Хэллоуин будет неполным, так что душите сомнения и даже не думайте о том, чтобы пропустить этот фильм». Кристофер Стюардсон, пишущий для журнала Our Culture Mag, высоко оценил декорации и игру Кёртис и Джеймса Джуда Кортни. Михаил Павлов, редактор HorrorZone, называет «Хэллоуин» Грина образцовым продолжением и идеальным «Хэллоуином», который смог передать зрителю ощущение напряжения, «оживить» персонажей, продемонстрировать великолепную актёрскую игру и диалоги, а также достичь гармоничного сочетания жестокости и саспенса.
Сдержанно-отрицательный отзыв о «Хэллоуине» оставил Эрик Кон из IndieWire, который раскритиковал диалоги и режиссуру и назвал картину Грина абсолютно ненужной для жанра, а саму кинофраншизу — блеклой и устаревшей, противопоставив ей в этом плане «Крик», «Бабадук» и «Ты следующий». Тем не менее, Кону понравился саундтрек и начальные титры, выполненные в стиле оригинала Карпентера. С точки зрения Брайана Таллерико из RogerEbert.com, фильму не удалось погрузить зрителя в мир Хэддонфилда так же глубоко, как это удавалось ленте 1978 года, смотря которую «можно услышать хруст листьев и ощутить запах осени». Главным достоинством нового «Хэллоуина» критик назвал его посыл «Не шути со злом», тогда как главными недостатками — слабую концовку и то, что он попросту не страшен. Скотт Мендельсон, редактор Forbes, написал в своей рецензии следующее: «Фильм смотрится неплохо (пусть и не так эффектно, как ожидалось, учитывая [творческий] состав), в нём много жестокости (которая, к слову говоря, на порядок агрессивнее, чем в ремейках Зомби). Однако режиссура здесь посредственная […]. Да, это, пожалуй, лучший сиквел из всех, если не считать „Хэллоуин: 20 лет спустя“ (нет, мы не учитываем „Сезон ведьм“). Но это ещё один пример того, что может случиться, если режиссёрами становятся фанаты, и что происходит, когда спрос на продолжение разрушает основное повествование оригинального произведения». Редактор российского журнала «Союз» выразил мнение, что Дэвид Гордон Грин в своём стремлении угодить поклонникам франшизы не привнёс в «Хэллоуин» ничего нового, а лишь повторил оригинальный фильм. Несмотря на указанные недостатки, рецензент отметил, что фильм является достойным продолжением творения Джона Карпентера и превосходит по качеству другие сиквелы. Резко отрицательный отзыв написал Ибрагим Аль Сабахи из «Канобу». Он назвал персонажей пустыми и клишированными, а сценарий — плохим; рецензент сетовал на изобилие «закадровых» убийств, скримеры, которые не пугают, и упрекнул авторов картины в паразитировании на оригинале.
«Хэллоуин» возглавил рейтинг лучших фильмов франшизы по версии JoBlo, занял второе место в списках PopSugar, Esquire, Screen Rant, The Film Magazine и Internet Movie Database; третье в списках Woman’s World, Time и Entertainment Weekly; четвёртое в списках Variety, ComicBook.com, /Film и Gamers Decide; пятое в списках Collider и Disgusting Men и восьмое по версии «Афиши».

## Награды и номинации
«Хэллоуин» получил ряд номинаций и наград — преимущественно за игру актёров, сценарий, режиссуру и операторскую работу. Список:
| Награда                                                 | Год церемонии | Категория                                                                   | Номинанты и получатели                          | Результат |
| ------------------------------------------------------- | ------------- | --------------------------------------------------------------------------- | ----------------------------------------------- | --------- |
| Fright Meter Awards                                     | 2018          | «Лучшая музыка к фильму»                                                    | Джон Карпентер, Коди Карпентер, Дэниел Дэвис    | Победа    |
| Fright Meter Awards                                     | 2018          | «Лучший фильм ужасов»                                                       | «Хэллоуин»                                      | Номинация |
| Fright Meter Awards                                     | 2018          | «Лучшая режиссура»                                                          | Дэвид Гордон Грин                               | Номинация |
| Fright Meter Awards                                     | 2018          | «Лучшая женская роль»                                                       | Джейми Ли Кёртис (Лори Строуд)                  | 2-е место |
| Fright Meter Awards                                     | 2018          | «Лучшая женская роль второго плана»                                         | Джуди Грир (Карен Нельсон)                      | Номинация |
| Fright Meter Awards                                     | 2018          | «Лучший сценарий»                                                           | Джефф Фрэдли, Дэнни Макбрайд, Дэвид Гордон Грин | Номинация |
| Fright Meter Awards                                     | 2018          | «Лучшая операторская работа»                                                | Майкл Симмондс                                  | Номинация |
| Fright Meter Awards                                     | 2018          | «Лучший монтаж»                                                             | Тимоти Алверсон                                 | Номинация |
| Кинофестиваль в Торонто                                 | 2018          | «Приз зрительских симпатий — Полуночное безумие»                            | «Хэллоуин»                                      | 2-е место |
| Golden Schmoes Awards                                   | 2018          | «Лучший фильм ужасов года»                                                  | «Хэллоуин»                                      | Номинация |
| IGN Summer Movie Awards                                 | 2018          | «Лучший исполнитель главной роли — фильм»                                   | Джейми Ли Кёртис                                | Номинация |
| Премия Общества кинокритиков Лос-Анджелеса              | 2018          | «Лучший фильм в жанре научной фантастики/ужасов»                            | «Хэллоуин»                                      | Номинация |
| Phoenix Critics Circle                                  | 2018          | «Лучший фильм ужасов»                                                       | «Хэллоуин»                                      | Номинация |
| Phoenix Critics Circle                                  | 2018          | «Лучшая мужская роль второго плана»                                         | Недим Джахич                                    | Номинация |
| Rondo Hatton Classic Horror Awards                      | 2018          | «Лучший компакт-диск»                                                       | Джон Карпентер, Коди Карпентер, Дэниел Дэвис    | Победа    |
| «Сатурн»                                                | 2019          | «Лучшая женская роль»                                                       | Джейми Ли Кёртис (Лори Строуд)                  | Победа    |
| «Сатурн»                                                | 2019          | «Лучший фильм ужасов»                                                       | «Хэллоуин»                                      | Номинация |
| Американское общество композиторов, авторов и издателей | 2019          | «Композиторы самых кассовых фильмов 2018 года»                              | Джон Карпентер, Коди Карпентер                  | Победа    |
| «Выбор критиков»                                        | 2019          | «Лучший фильм в жанре научной фантастики/ужасов»                            | «Хэллоуин»                                      | Номинация |
| Fangoria Chainsaw Awards                                | 2019          | «Лучшая мужская роль»                                                       | Джеймс Джуд Кортни (Майкл Майерс)               | Номинация |
| Fangoria Chainsaw Awards                                | 2019          | «Лучшая мужская роль»                                                       | Ник Кастл (Майкл Майерс)                        | Номинация |
| Fangoria Chainsaw Awards                                | 2019          | «Лучшая женская роль»                                                       | Джейми Ли Кёртис (Лори Строуд)                  | Номинация |
| Fangoria Chainsaw Awards                                | 2019          | «Лучший фильм, вышедший в широкий прокат»                                   | Дэвид Гордон Грин                               | Номинация |
| Fangoria Chainsaw Awards                                | 2019          | «Лучший грим и спецэффекты»                                                 | Кристофер Нельсон                               | Номинация |
| «Золотой трейлер»                                       | 2019          | «Лучший постер к фильму ужасов»                                             | «Хэллоуин»                                      | Номинация |
| Общество кинокритиков Гавайев                           | 2019          | «Лучший фильм в жанре научной фантастики/ужасов»                            | «Хэллоуин»                                      | Номинация |
| ICG Publicists Awards                                   | 2019          | «Премия Максвелла Вайнберга за публицистическое мастерство в кинематографе» | «Хэллоуин»                                      | Номинация |
| MTV Movie & TV Awards                                   | 2019          | «Лучший испуг»                                                              | Риан Рис (Дана Хайнс)                           | Номинация |
| Music City Film Critics Association Awards              | 2019          | «Лучший фильм ужасов»                                                       | Малек Аккад, Джейсон Блум, Билл Блок            | Номинация |
| Ассоциация кинокритиков Северной Каролины               | 2019          | премия «Tar Heel»                                                           | Дэвид Гордон Грин, Дэнни Макбрайд               | Номинация |

## Отсылки. Удалённые и расширенные сцены

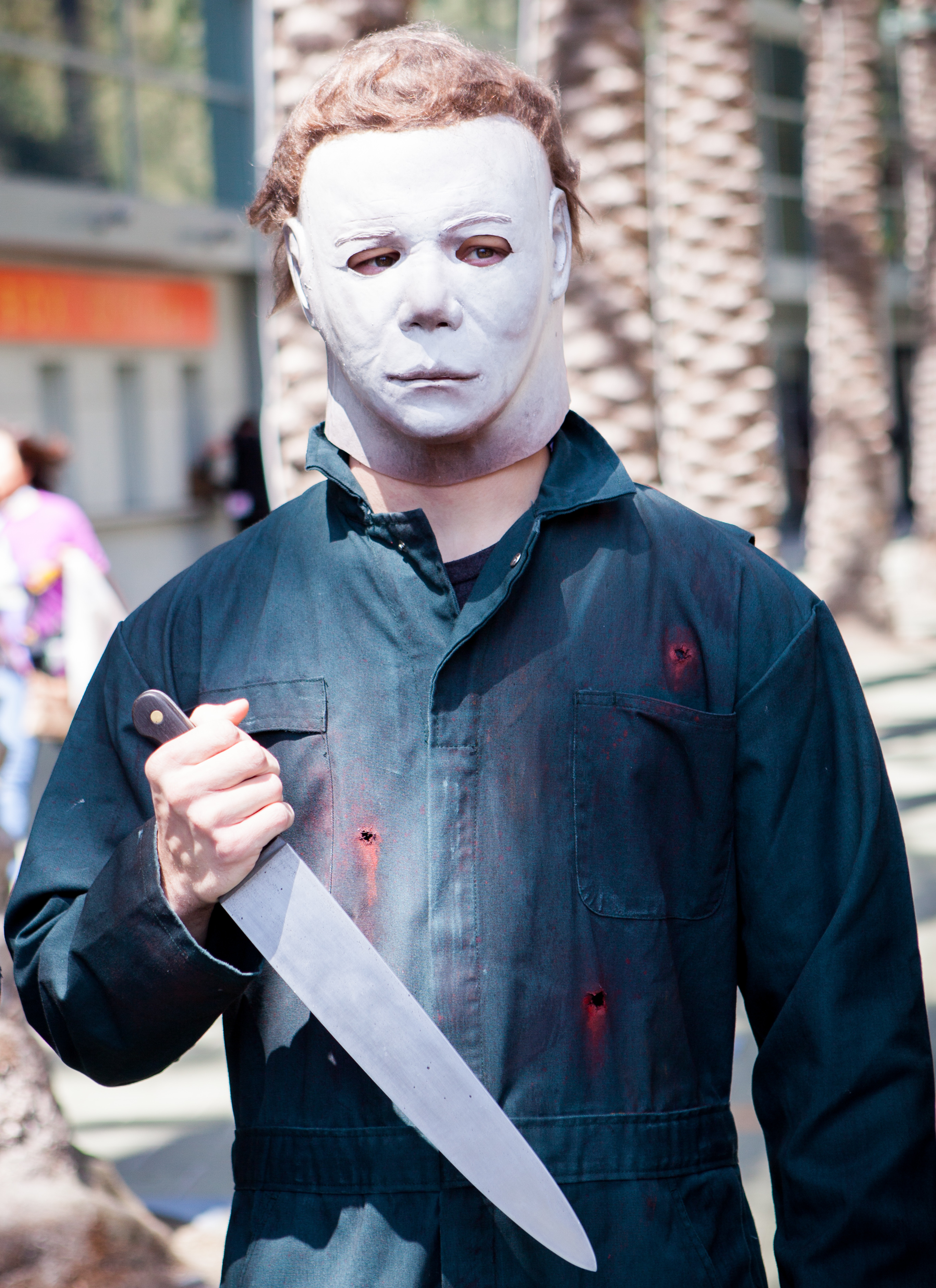
Косплей на Майкла Майерса

«Хэллоуин» содержит множество отсылок к предыдущим фильмам кинофраншизы:
- В доме Лори Строуд можно увидеть копию особняка Майкла Майерса из оригинальной кинокартины Джона Карпентера[193].
- Второстепенную героиню Дану Хайнс Майерс убивает в туалете автосервиса — точно так же погиб водитель грузовика Джо Гризли в ремейке Роба Зомби «Хэллоуин 2007»[193].
- Образ одной из жертв — женщины в розовом халате, делающей себе сэндвич, — отсылает к персонажу Нормы Элрод: в «Хэллоуине 2» Майерс крадёт её нож, пока та так же готовит сэндвич. Кроме того, «Элрод» упоминается как имя одного из жителей Хэддонфилда[193].
- В одном из эпизодов на детях красуются маски скелета, ведьмы и тыквы — в точности такие же, как маски-«ловушки» в фильме «Хэллоуин 3: Сезон ведьм»[193].
- В сцене на уроке английского Эллисон видит через окно неподвижную Лори — отсылка к «Хэллоуину» 1978 года, где Лори — так же на уроке в школе — видит за окном неподвижного Майерса[193]. Похожий фрагмент есть и в ленте «Хэллоуин: 20 лет спустя», в которой ученица Лори, Молли, замечает Майерса в окне во время урока[194].

В кинотеатральный монтаж фильма не вошло несколько эпизодов, которые впоследствии были внедрены в качестве бонусных материалов для DVD- и Blu-ray-релизов. А именно:
- Дана Хайнс, принимающая душ. Неожиданно её партнёр Аарон Кори в маске Майерса отдёргивает штору, чем пугает девушку. После этого пара занимается сексом[195][196][197].
- Сцена утренней пробежки Эллисон. В один момент она замечает, что жители города снимают с дерева труп собаки. Убийца же — Майкл Майерс — стоит неподалёку и наблюдает за происходящим[196][198][199].
- После того, как Эллисон застаёт своего парня Кэмерона целующимся с другой девушкой, тот — будучи пьяным — догоняет её и в итоге получает прощение. После этого парень вступает в конфликт с полицейскими, что приводит к его задержанию, а Эллисон уходит вместе с Оскаром[196][200][201].
- В процессе поисков Майкла психиатр Сартейн интересуется у Хокинса, носит ли он (Хокинс) женское нижнее бельё, а затем начинает ковырять в носу, вызывая недовольство у шерифа[196].
- Расширенная версия сцены с полицейскими в машине, обсуждающими «сэндвич Бан Ми»[196].
- В альтернативной версии сцены, где шериф Хокинс проводит расследование очередного преступления, совершённого Майерсом, можно увидеть, как маньяк незаметно приближается к нему. В кинотеатральном монтаже этот момент выглядит иначе: Майкл проходит мимо открытого дверного проёма, находящегося за спиной Хокинса[195].
- У фильма есть и альтернативный финал, согласно которому Лори, защищая Эллисон, атакует Майерса с ножом и получает серьёзные ранения в ходе схватки. В этот момент её дочь Карен стреляет в маньяка из арбалета, и тот, по всей видимости, умирает[195][202][203][204].

## Последующие фильмы

### «Хэллоуин убивает»
Впервые обсуждения потенциального продолжения истории пошли в середине 2018 года. Тогда Дэвид Гордон Грин и Дэнни Макбрайд приняли решение не торопиться с запуском производства, а сначала дождаться отзывов на «Хэллоуин», что позволило бы им понять, как отреагируют зрители на их текущий продукт и в каком направлении двигаться дальше. Так, разработка сиквела — получившего название «Хэллоуин убивает» — началась уже в октябре, после успешного старта «Хэллоуина» в прокате, а основная творческая группа вернулась для работы над проектом. Съёмки начались в середине сентября 2019 года и закончились в начале ноября.
Картина вышла в американский прокат 15 октября 2021 года, а 21 октября — в российский. Отзывы были смешанными.

### «Хэллоуин заканчивается»
Сюжет «Хэллоуин убивает» и триквела — «Хэллоуин заканчивается» — создавался синхронно. Официальный анонс состоялся в июле 2019 года. Как и в случае со второй частью, над финалом трилогии вновь работала вся съёмочная команда «Хэллоуина» 2018 года. Сценарий был сдан в 2021 году, подбор актёров проводился в январе 2022 года. Съёмочный процесс, множество раз откладывавшийся из-за ограничений, вызванных пандемией COVID-19, стартовал 19 января 2022 года, а завершился — 9 марта.
Выход на широкий экран в США состоялся 14 октября 2022 года. В российские кинотеатры лента не попала — Universal приостановила свою деятельность на территории страны в связи с началом военных действий на Украине. «Хэллоуин заканчивается» — как и предыдущий фильм — получил неоднозначные оценки от прессы и поклонников серии.